# Angelo Borri
Angelo Borri (Vigevano, 19 ottobre 1927 – ...) è stato un calciatore italiano, di ruolo attaccante.

## Carriera
Cresciuto nell'Inter, viene prestato al Vigevano dove gioca due stagioni in Serie B con 13 presenze e 7 gol. Sempre in Serie B, a partire dalla stagione 1953-1954 disputa con il Pavia due campionati mettendo a segno 6 gol in 48 gare.
Nei due anni successivi è al Monza dove disputa altri due campionati cadetti per un totale di 52 presenze e 2 reti.
Termina la carriera a Vigevano, in Serie C.

## Palmarès

### Club

#### Competizioni nazionali
- Serie C: 1

Vigevano: 1951-1952